# Ridderorden in Parma
Het Hertogdom Parma, een staatje in Noord-Italië, bezat een aantal Ridderorden:
- De oude Constantinische Orde die op 27 juli 1697 door Francesco Farnese Hertog van Parma werd gekocht en, met de erfenis van de uitgestorven Farnese, in 1734 in het persoonlijk bezit van de Koning van Napels overging. De Orde wordt nu "Heilige Militaire Constantinische Orde van Sint George" genoemd.

Zie: Lijst van Ridderorden in Napels.
- De Constantinische Orde van Sint George die door Napoleons echtgenote en latere weduwe Marie-Louise van Oostenrijk, Hertogin van Parma, op 26 februari 1816 werd ingesteld.

De Koning van Napels protesteerde tegen het herstel, of de instelling, van deze Constantinische Orde. De Hertogen van Parma legden dit protest naast zich neer maar een van hen, Hertog Robert van Bourbon-Parma, verleende de Parmezaanse Constantinische Orde niet en accepteerde een benoeming in de Napolitaanse Constantinische Orde.

Z.K.H. Karel Hugo van Bourbon-Parma daarentegen verleende zijn Constantinische Orde weer op de oude voet.
  
Op dit moment noemen dus zowel de chef van het Huis Bourbon-Beide Siciliën als Carlos Hugo van Bourbon-Parma grootmeester van de, of een, Constantinische Orde. De Napolitaanse eigenaar en Grootmeester noemt haar "Heilige Militaire Constantinische Orde van Sint George" en Prins Carlos Hugo laat zich in de Almanach de Gotha grootmeester van de "Constantinische Orde van Sint George" noemen. De Napolitaanse troonpretendent bestrijdt de pretentie van Carlos-Hugo en wil de Parmezaanse Constantinische Orde niet als zodanig erkennen.
De Ridderorden van Lucca in het Hertogdom Parma
Het Hertogdom Lucca werd op 5 oktober 1847 door hertog Karel Lodewijk van Bourbon-Parma afgestaan aan het Hertogdom Parma. Parma nam ook de twee Luccaanse Ridderorden over.
- De Orde van Sint-George voor Militaire Verdienste (Italiaans: "Ordine di San Giorgio del Merito Militare")

en
- De Orde van de Heilige Lodewijk voor Civiele Verdienste (Italiaans: "Ordine del Merito di San Lodovico")

De Orden van Parma in de 21e eeuw
In 1860 werden Lucca en Parma veroverd door het Koninkrijk Sardinië en in 1861 werd het een deel van het koninkrijk Italië. De drie Ridderorden bleven het bezit van de Prinsen van Bourbon-Parma, Titulair Hertogen van Parma. De huidige pretendent, Karel Hugo van Bourbon-Parma, is Grootmeester van de Constantinische Orde van Sint George en de Orde van de Heilige Lodewijk voor Civiele Verdienste en verleent de beide onderscheidingen.
De in 1923 in Parijse ballingschap door Jaime III gestichte Orde van de Legitieme Verbanning is geen Parmezaanse ridderorde maar een aan het Carlisme verbonden onderscheiding. Ook de huidige pretendent van de troon van Parma is als legitimistisch Carlistisch pretendent van de Spaanse troon Grootmeester van deze orde.